# Eduard Tarragona i Corbella
Eduard Tarragona i Corbella (Balaguer, 20 d'abril de 1917 - Barcelona, 29 de març de 2007) fou un empresari i polític català.

## Trajectòria
Durant la guerra civil espanyola lluità amb les tropes franquistes. Fou alumne de l'IESE i directiu de Galerías Tarragona. Es dedicà a fer d'empresari del sector del moble, fundant el 1956 Muebles Tarragona i el 1981 Expomobi. Va presentar-se en les eleccions a procurador en Corts en les Corts franquistes pel terç familiar l'any 1967, en què surti elegit darrera de Joan Antoni Samaranch. De totes maneres el 1969 dimití abans d'acabar el seu mandat "perquè no hi podia fer res", i novament entre 1971 i 1977. Demanava que un ministre del govern espanyol residís a Catalunya i que tingués mossos d'esquadra a les seves ordres i que s'acabés la discriminació econòmica de Catalunya. Les seves campanyes electorals eren bilingües. També fou regidor de l'ajuntament de Barcelona de 1973 a 1979 sota les alcaldies de Joaquim Viola i Sauret i Enric Massó i Vázquez.
El 1976 se'l va vincular a l'Esquerra Democràtica de Catalunya de Ramon Trias i Fargas, però a les eleccions generals espanyoles de 1977 es presentà com a independent al Senat d'Espanya, i no fou escollit. A les eleccions generals espanyoles de 1982 fou elegit diputat per Aliança Popular per la província de Barcelona i fou Vocal de la Comissió de Defensa. El 1986 deixà la política i fou col·laborador del Cercle d'Economia.

## Obres
- Temas económicos (1959)
- El dirigente, la empresa y la coyuntura (1960)
- Una hora decisiva (1960)
- Conferencias y artículos de un industrial catalán (1961)
- La clave del desarrollo: combatir el signo negativo de nuestra balanza comercial (1965)
- Lo económico y lo político: mensaje a la clase media (1966)
- El libro negro de un procurador familiar (1971)
- Las elecciones norteamericanas vistas por un procurador familiar: experiencias de un viaje durante las elecciones presidenciales de 1968 (1971)
- El libro rojo de los subnormales (1972)
- Una voz que se ha hecho oír: los votos tienen voz (1973)
- Las elecciones de 1936 en Cataluña (1977)
- 331 preguntas al gobierno (1984)